# Basananthe papillosa
Basananthe papillosa là một loài thực vật có hoa trong họ Lạc tiên. Loài này được (A.Fern. & R.Fern.) J.J.de Wilde mô tả khoa học đầu tiên năm 1973.